# Faulkner (cráter)
Faulkner es un cráter de impacto de 168 km de diámetro del planeta Mercurio. Debe su nombre al escritor estadounidense William Faulkner (1897-1962), y su nombre fue aprobado por la  Unión Astronómica Internacional en 2012.